# Poczta (film 1929)
Poczta (ros. Почта) – radziecki czarno-biały krótkometrażowy film animowany z 1929 roku w reżyserii Michaiła Cechanowskiego powstały na podstawie popularnego utworu dla dzieci Samuiła Marszaka ukazujący listonoszy z całego świata.
Film funkcjonuje na przełomie dwóch okresów w historii radzieckiej animacji – kina niemego i początku kina dźwiękowego. W 1930 roku, wraz z pojawieniem się filmu dźwiękowego, powstała dźwiękowa wersja tego obrazu, która otrzymała szerokie uznanie wśród krytyków i publiczności.

## Animatorzy
- Iwan Drużynin